# Tempête (film, 1928)
Pour les articles homonymes, voir Tempête (homonymie) et Tempest.
Pour plus de détails, voir Fiche technique et Distribution.
Tempête (Tempest) est un film dramatique américain muet réalisé par Sam Taylor, Lewis Milestone et Viktor Tourjanski sorti en 1928.

## Synopsis
Pendant les derniers jours de la Russie tsariste, un paysan gravit les échelons de l'armée russe pour devenir lieutenant. Sa vie est rendue de plus en plus difficile par les aristocrates et les officiers qui l'entourent, rendus jaloux par ses progrès. Il se voit alors rejeté par une princesse dont il tombe amoureux et ayant été surpris dans sa chambre, il est mis en prison. Là, il est déchu de son grade, mais peu après le début de la guerre civile russe et à la suite de la Terreur rouge, les rôles s'inversent...

## Fiche technique
- Titre original : Tempest
- Réalisation : Sam Taylor, Lewis Milestone et Viktor Tourjanski
- Scénario : Lewis Milestone et Erich von Stroheim (non-crédité)
  - Inters-titres : Vladimir Nomirovich-Donchenko, C. Garden Stroheim et George Marion Jr.
- Musique : Hugo Riesenfield
- Production : John W. Considire Jr., Joseph M. Schask
- Direction artistique : William Cameron Menzies
- Costumes : Alice O'Neill
- Décors de plateau : Casey Robert
- Date de sortie : 
  - États-Unis : 27 mai 1928

## Distribution
- John Barrymore : Sergent Ivan Markov
- Camilla Horn : Princesse Tamara
- Louis Wolheim : Sergent Bulba
- Boris de Fast : le colporteur
- George Fawcett : le général
- Ullrich Haupt Sr. : le capitaine
- Michael Visaroff : le garde
- Fred DeSilva, Jack Manick, Serge Temoff

Acteurs non crédités : 
- Lena Malena : Amie de Tamara
- Wilhelm von Brincken : un membre du jury d'examen
- John Bleifer, Albert Conti, Gregory Gaye, Michael Mark, Dick Sutherland

## Distinctions
- Meilleure direction artistique pour William Cameron Menzies à la 1re cérémonie des Oscars